# ノーラン・サンバーン
ノーラン・リチャード・サンバーン（Nolan Richard Sanburn、1991年7月21日 - ）は、アメリカ合衆国・インディアナ州コーコモー出身の元プロ野球選手（投手）。右投右打。

## 経歴

### アマチュア時代
コーコモー高校時代の2010年のMLBドラフトでデトロイト・タイガースに34巡目指名されるが、契約せず、アーカンソー大学に進学する。大学では、アーカンソー・レイザーバックスに所属した。

### プロ入りとマイナー時代
2012年のMLBドラフトでオークランド・アスレチックスに2巡目指名を受けプロ入り。契約時支払金は、71万ドル(7476万円)だった。
2014年8月31日に、アダム・ダンとのトレードでシカゴ・ホワイトソックスへ移籍した。
2017年3月29日に放出された。4月24日にワシントン・ナショナルズとマイナー契約を結んだ。しかし、シーズン後に放出された。